# Coupe d'Europe des vainqueurs de coupe féminine de handball 2002-2003
Navigation
Coupe des coupes 2001-2002 Coupe des coupes 2003-2004
La Coupe d'Europe des vainqueurs de coupe féminine de handball 2002-2003 est la 27e édition de la Coupe d'Europe des vainqueurs de coupe féminine de handball, compétition de handball créée en 1976 et organisée par l'EHF.
L'ES Besançon est la première équipe française à remporter cette compétition, en dominant le Spartak Kiev après avoir remonté au match retour un handicap de 3 buts. Jusqu'à aujourd'hui (en 2019), il s'agit de la dernière finale atteint par le Spartak Kiev dans une compétition européenne, même s'il reste le club le plus titré d'Europe avec 13 Coupe des clubs champions. 

## Formule
La Coupe des Vainqueurs de Coupe est également appelée C2. Il est d’usage que les vainqueurs des coupes nationales respectives y participent. 
Tous les matchs sont disputés en aller-retour

## Résultats

### Premier tour
Il regroupe 26 équipes.

### Deuxième tour
Il regroupe les 13 équipes qualifiées du premier tour auxquelles s'ajoute au 3 équipes : les espagnoles du CBF Elda, les ukrainiennes du Spartak Kiev et les russes du Rostov-Don.

### Quarts de finale
| Date Aller   | Club                  | Aller   | Total   | Retour  | Club                    | Date Retour  |
| ------------ | --------------------- | ------- | ------- | ------- | ----------------------- | ------------ |
| 14 mars 2003 | ŽRK Lokomotiva Zagreb | 25 - 22 | 44 - 48 | 19 - 26 | Kolding IF              | 23 mars 2003 |
| 16 mars 2003 | ES Besançon           | 28 - 27 | 51 - 50 | 23 - 23 | TSV Bayer 04 Leverkusen | 23 mars 2003 |
| 16 mars 2003 | AS Silcotub Zalău     | 24 - 22 | 50 - 51 | 26 - 29 | Győri ETO KC            | 22 mars 2003 |
| 15 mars 2003 | CBF Elda              | 29 - 21 | 46 - 46 | 17 - 25 | Spartak Kiev            | 23 mars 2003 |

### Demi-finales
| Date Aller   | Club         | Aller | Total | Retour | Club         | Date Retour   |
| ------------ | ------------ | ----- | ----- | ------ | ------------ | ------------- |
| 5 avril 2003 | Spartak Kiev | 27-24 | 51-48 | 24-24  | Kolding IF   | 12 avril 2003 |
| 6 avril 2003 | ES Besançon  | 30-18 | 56-45 | 26-27  | Győri ETO KC | 13 avril 2003 |

### Finale
| Date Aller  | Club         | Aller | Total | Retour | Club        | Date Retour |
| ----------- | ------------ | ----- | ----- | ------ | ----------- | ----------- |
| 10 mai 2003 | Spartak Kiev | 30-27 | 45-47 | 15-20  | ES Besançon | 18 mai 2003 |

- Comptes-rendu :
  - « Finale aller : « Un premier acte sucré salé... » », sur handzone.net, 11 mai 2003 (consulté le 22 octobre 2013)
  - « Finale retour : « Besançon au paradis ! » », sur handzone.net, 18 mai 2003 (consulté le 22 octobre 2013)

## Les championnes d'Europe
| Championne d'Europe EHF des vainqueurs de coupe 2003 ES Besançon 1er titre |

Effectif
- Carmen Amariei
- Adeline Bournez
- Alexandra Castioni
- Émilie Chevalier
- Lydie Dornier
- Sandrine Delerce-Mariot
- Stéphanie Fiossonangaye
- Sophie Herbrecht
- Vanessa Leclerc
- Pascaline Mariot
- Svetlana Mugoša-Antić
- Valérie Nicolas
- Véronique Pecqueux-Rolland
- Myriame Saïd Mohamed
- Ana-Maria Grozav-Stecz
- Raphaëlle Tervel

Entraîneur
- Christophe Maréchal